# ملابس الإمبراطور الجديدة (أغنية)
«ملابس الإمبراطور الجديدة» (بالإنجليزية: Emperor’s new clothes)‏ هي أغنية لفرقة الروك الأمريكية بانيك! آت ذا ديسكو، أصدرت كثالث أغنية منفردة من ألبوم الفرقة الخامس، موت أعزب، في 21 أكتوبر 2015 عبر فيولد باي رامن ودي سي دي 2 ريكوردز.
الأغنية كتبها برندن يوري، جيك سينكلير، لورين بريتشارد، سام هولاندر ودان ويلسون. كما أنتجها جيك سنكلير. رفع الفيديو الموسيقي للأغنية على يوتيوب يوم إنجازه. رشحت «ملابس الإمبراطور الجديدة» كأفضل أغنية سنة 2016 بكيرانج! أواردز (Kerrang! awards).